# Iophon frigidum
Iophon frigidum är en svampdjursart som beskrevs av William Lundbeck 1909. Iophon frigidum ingår i släktet Iophon och familjen Acarnidae.
Artens utbredningsområde är havet utanför Grönland. Utöver nominatformen finns också underarten I. f. gracile.